# Игнатий Старозагорски
Свети Игнатий Старозагорски е православен мъченик (свети преподобномъченик), син на Свети Георги Загорски (Старозагорски), роден през 18 век.
По време на османската власт жаждата за книжовно знание е голяма, но все още няма български училища и много от хората са неграмотни. Бащата на Игнатий успява да се снабди с малка книжка от един пътуващ монах, но понеже не може да чете, я слага на иконостаса като икона на светец.
Игнатий учи в Пловдив, където се преселва неговото семейство. Манастирите и църквите са единствените места, в които се пази книжовността по това време. Младият Игнатий, роден Иван, бързо усвоява църковнославянската грамотност, след което става монах в Рилския манастир при вуйчо си. Баща му по това време е убит от турци, защото отказва да промени вярата си. Турците насила потурчват съпругата му и двете му дъщери. Искат да потурчат и сина, но той навреме успява да избяга в Румъния. Животът във Влашко е много труден за един млад монах, затова той се завръща обратно в България. Установява се в Търново, но и там турци се опитват да го помохамеданчат. За да спаси живота си, Игнатий приема на думи исляма и веднага бяга в Света гора, където живее в скита на Иверския манастир „Свети Йоан Предтеча“. Там се отдава на строг монашески живот, но пред съвестта си, паметта на баща си и пред Христос се чувства недостоен. Затова взима решение да умре в името на християнската вяра. Той се явява в съдилището в Цариград, захвърля чалмата на земята и се отрича от турската вяра. Осъден е на смърт чрез обесване, но е удушен жестоко на 8 октомври 1814 г. Тялото му е откупено от светогорския монах, който го придружавал до Цариград, и отнесено в Света Гора.